# Јеврејски дом
Јеврејски дом (хебр.: הַבַּיִת הַיְהוּדִי, HaBayit HaYehudi) je израелска политичка партија формирана 2008. године као наследница Националне религиозне странке.

## Историја
Национална религиозна странка и Национална унија су биле склопиле савез 2006. године поводом избора за Кнесет.
2008. године НРП се уједињује са две странке бивше Националне уније (Молодет и Ткума) формирајући јединствену партију под именом Јеврејски дом.
На изборима 2009. под вођством Даниела Хершковица осваја 2,9% гласова и три мандата.
На унутарстраначким изборима у новембру 2012. за лидера партија изабран је Нафтали Бенет који предводи Јеврејски дом на изборима 2013. где странка осваја чак 12 мандата и улази у владу Бенјамина Нетанјахуа. На изборима 2015. добија 8 мандата.

## Идеологија
Чланови ове странке уверени су да Јевреји имају божанску заповед да задрже контролу над Eretz Yisrael (света Земља Израела). Многи чланови имају водећу улогу у успостављању израелских насеља у Западној обали.
Странка првенствено представља интересе модерних ортодоксних Јевреја (познатих по екстремном национализму). Дуги низ година, ова заједница је била политички подељена и слаба. На изборима 2013. и 2015, странку је предводио Нафтали Бенет, харизматични хај-тек милионер, који је привукао и религијске и секуларне Израелце и појачао улогу странке као заштитнице јеврејских насеља.
Странка се такође противи хомосексуланим браковима и често је оптуживана за хомофобију.